# Norges Råfisklag
Norges Råfisklag er fiskernes egen salgsorganisation for fisk, skaldyr, bløddyr og småhvaler som leveres langs kysten fra og med Nordmøre til og med Finnmark. Norges Råfisklag, ofte kaldet Råfisklaget, driver en stor markedsplads og tager hånd om vigtige nationale opgaver inden for omsætning af fisk og skaldyr. Systemer for sporing og ressourcekontrol er en vigtig del af virksomheden. Norges Råfisklag er et salgskooperativ som ejes af fiskerne gennem fylkeslaga i Norges Fiskarlag, Norsk Sjømannsforbund, Fiskebåtredernes Forbund og Norges Kystfiskarlag. Råfisklaget har hovedkontor i Fiskernes Hus ved torvet i Tromsø centrum, og har regionkontorer i Svolvær og Kristiansund.
Norges Råfisklag blev etableret i 1938 og har som formål gennem organiseret omsætning at sikre fiskernes indtægter og bidrage til en bæredygtig og rentabel værdiskabelse i norsk fiskeindustri. Råfisklaget tilbyder fiskere og fiskekøbere en række tjenester knyttet til omsætning, salg og opgørelser. Bærende værdier er retfærdighed og det at sørge for en sund og god konkurrence af fiskernes råstoffer. Norges Råfisklag driver sin virksomhed med grundlag i fiskeartslagslovev. De vigtigste fiskearter i Råfisklagets omsætning er torsk, sej, kuller og rejer som fanges i Barentshavet, ved Svalbard og langs norskekysten.
Norges Råfisklag omsætter årlig fangster fra ca. 4.800 forskellige norske og udenlandske fiskefartøjer. Salget sker til ca. 179 forskellige fiskeopkøbere langs kysten. I 2013 omsatte Norges Råfisklag 948.000 ton fangst (levende vægt) til en førstehåndsværdi på 6,3 milliarder NOK. Som fundament for virksomheden ligger Råfisklagets forretningsregler, et markedsbaseret mindsteprissystem og en opgørelsessordning som sikrer lige vilkår for aktørerne i råvaremarkedet. Omsætningen sker gennem direkte aftaler mellem fiskere og fiskekøbere eller ved at fangster udbydes via forskellige former for fiskeauktioner.